# Joan Garriga i Teruel
Joan Garriga i Teruel (Sabadell, 18 de setembre de 1940 - Sitges, 27 de febrer de 2013) és un esquiador olímpic català.

## Biografia
Va estudiar a l'Escola Pia de Sabadell i va fer el Batxillerat als Salesians de Mataró. Als 7 anys jugava a futbol, però als 13 va començar amb l'esquí i als 16 ja es va classificar en segon lloc al Campionat de Catalunya de la Molina. Es va fer soci del Centre Excursionista de Catalunya. El 1958 començà a estudiar enginyeria tèxtil a Barcelona i Terrassa. El 1960 va esdevenir campió de Catalunya en descens i campió d'Espanya d'habilitat. Tot i que estava preparat, no va anar als Jocs Olímpics de Squaw Walley el 1960. Va participar en els Jocs Olímpics d'Hivern de 1964 i va quedar en segona posició en eslàlom gegant i també segon a la segona mànega. Als 25 anys es va retirar. S'associà al Centre Excursionista del Vallès. El 1967 va conquerir el campionat d'Espanya de ciutadans.